# Pomnik Wilka
Pomnik Wilka – kamienny obelisk wzniesiony w miejscu zastrzelenia 18 lipca 1852 roku ostatniego wilka w powiecie międzyrzeckim. Pomnik ma kształt piramidy i wysokość ok. 3 m. Umieszczono na nim okolicznościową tablicę z napisem w języku polskim i niemieckim: 

Tu zakończył Kompan życie,
który owiec zżerał płód,
Johan Unger należycie,
zaspokoił jego głód

Hier endete der Communist,
 der anderer Leute Lämmer Frisst,
Für immer stillt den seinen Hunger,
Lüssower Jäger Johan Unge

Autorem niemieckiego tekstu był właściciel dóbr w Bukowcu Gustaw Leopold von Gersdorff (1791-1865), autor wielu tekstów poetyckich.
Lubuski historyk Marceli Tureczek ustalił, że oryginalny tekst, zamieszczony na nieistniejącej obecnie tablicy był dłuższy o drugą zwrotkę i nieznacznie różnił się od współczesnego tekstu w zwrotce pierwszej. Dr Tureczek zaproponował także polskie tłumaczenie całości.

Bauchwitzer Wolfjagd

den 18, Juli 1852
Hier endete der Kommunist,
 der anderer Leute Lämmer Frisst,
Für immer stillt den seinen Hunger,
Lutzower Jäger Johan Unger
Die Lehre zieht nun daraus
jeder verteidigt sein haus
Im fremd Eigentum einzudringen
niemals wird Euch gelingen
Wolves Schicksal könnt Ihr erben
so wie er als Räuber sterben

* * *

Bukowieckie polowanie na wilka

dnia 18 lipca 1852 roku
Tutaj skończyła się ta cholera
 która innych ludzi jagnięta pożera,
Na zawsze zaspokoił jego głód chciwy,
Johan Unger lutzowski myśliwy
Wyciągnijcie morał z tego
każdy broni domu swego
przed wtargnięciem obcych chroni
nigdy nie uda się nikomu
wtargnąć do cudzego domu
Wilka losu możecie się spodziewać
i jak on jako zbój będziecie umierać

Marceli Tureczek zwrócił także uwagę na błąd w tłumaczeniu tekstu zamieszczonego na współczesnej tablicy (wiersz Lüssower Jäger Johan Unger). Wynika z niego, że Johan Unger, który zastrzelił wilka, był zwykłym myśliwym. W rzeczywistości zabójca wilka był żołnierzem generała Ludwiga Adolfa von Lützow, barona pruskiego, uczestnika wojen napoleońskich i bohatera narodowego Prus i Niemiec, który dowodził zorganizowanym przez siebie ochotniczym Korpusem Lützowa.

## Położenie
Pomnik znajduje się na wzniesieniu w lesie ok. 900 m na północny wschód od drogi ze Skoków do Bukowca. Obelisk stoi na wzniesieniu 70,3 m n.p.m. na terenie Leśnictwa Czarny Bocian w Nadleśnictwie Trzciel, w oddziale 33a, tuż obok granicy z Nadleśnictwem Międzyrzecz. Dotrzeć do niego można tylko pieszo lub rowerem.

## Historia
Według niemieckiego przewodnika wydanego w 1936 roku Wanderungen um Meseritz und in Nachbargebieten der Kreise Schwerin, Bomst und Oststernberg w 1852 roku w lasach w okolicy Bukowca, Wyszanowa i Bobowicka pojawił się potężny wilk trzebiący stada bydła i owiec. Zorganizowano wielką obławę przy udziale myśliwych i okolicznych mieszkańców w wyniku której Johan Unger zastrzelił bestię. Był to ostatni wilk upolowany w tym rejonie, na pamiątkę tego wydarzenia wzniesiono pomnik w miejscu, w którym zwierzę zabito. Las nazwano Borem Wilka (niem. Wolfsheide). Na niemieckiej mapie Messtischblatt wydanej w skali 1:25 000 w 1897 roku (reprinty 1913, 1952) zaznaczono pomnik i podano nazwę Wolfsdenkmal.
Okolica pomnika miała złą sławę, mieszkańcy obawiali się tu zapuszczać. Jeszcze po II wojnie światowej Bór Wilka był rzadko odwiedzany i stał się ostoją zwierzyny, odbywały się tu wielkie rykowiska jeleni. W 2005 roku miejscowy regionalista Andrzej Chmielewski skłonił nadleśniczych z Międzyrzecza i Trzciela do renowacji obelisku. Odnowiony pomnik odsłonięto podczas narady łowieckiej Regionalnej Dyrekcji Lasów Państwowych w Szczecinie 22 kwietnia 2005 roku.
Na początku XXI wieku w lasach w powiecie międzyrzeckim, w tym w okolicach Bukowca, ponownie pojawiły się wilki.